# Rruga shtetërore SH27
Die Rruga shtetërore SH27 (albanisch für Staatsstraße SH27) ist eine Nationalstraße in Albanien. Sie führt von der SH1 bei Bërdica e Sipërme, einem Vorort von Shkodra, zum Badeort Velipoja am Adriatischen Meer. Ihre Gesamtlänge beträgt 25,7 Kilometer.
Im Jahr 2018 war man dabei, die Straße auszubauen und zu begradigen. Bërdica sollte dadurch eine Umfahrung erhalten.